# Puryfikaterz

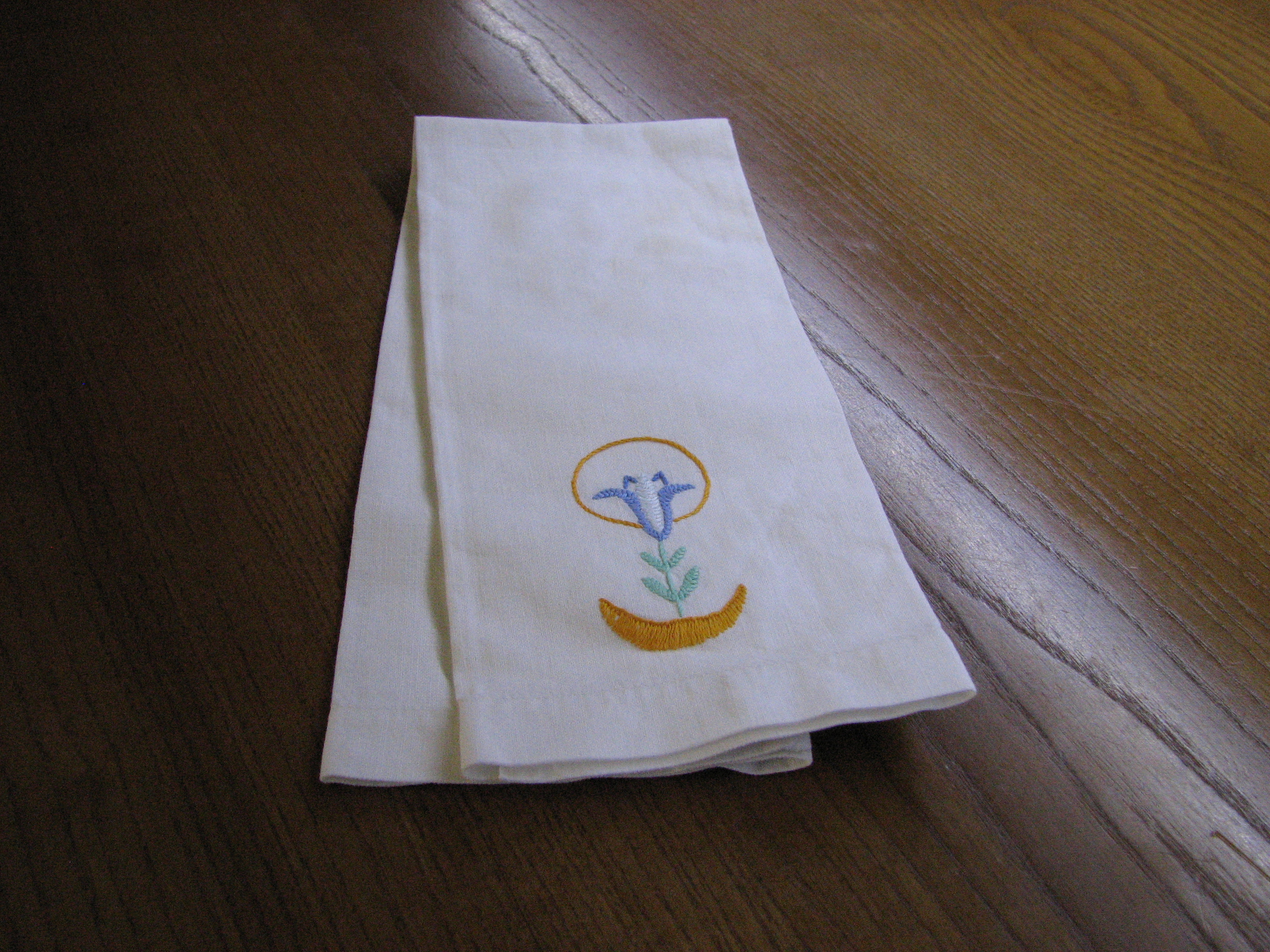
Puryfikaterz

Puryfikaterz – w liturgii Kościoła katolickiego element tzw. bielizny kielichowej: niewielkich rozmiarów kawałek białego materiału, mały ręczniczek (ok. 40 cm długości i 25 cm szerokości) służący do czyszczenia naczyń liturgicznych (np. kielicha mszalnego i cyborium) po Komunii Św. Często obszyty koronką, w środku haftowany krzyż.
Używany od XII wieku. Puryfikaterza nie powinno się prać, wyrzucać ani rozkładać bez potrzeby dlatego, że mogą być na nim partykuły – cząstki Najświętszego Sakramentu (Kościół katolicki wierzy, że w każdej najmniejszej partykule jest obecny Jezus Chrystus), które nie mogą upaść na ziemię. Zużyty puryfikaterz powinien zostać oczyszczony z partykuł. 